# Zauvek
Zauvek je treći studijski album Milice Pavlović. Izdao ga je Grand Production 20. prosinca 2018.

## Popis pjesama
| Br. | Skladba               | Trajanje |
| --- | --------------------- | -------- |
| 1.  | »Hej ženo«            | 3:47     |
| 2.  | »Da me voliš«         | 3:52     |
| 3.  | »Zauvek«              | 3:53     |
| 4.  | »Tako mi i treba«     | 4:23     |
| 5.  | »Pacijent«            | 3:36     |
| 6.  | »Ovo boli«            | 4:22     |
| 7.  | »Ne sećam se«         | 3:37     |
| 8.  | »Spavaćica«           | 3:26     |
| 9.  | »Operisan od ljubavi« | 3:27     |

## Izdanja
| Regija | Datum              | Format(i) | Izdavač          |
| ------ | ------------------ | --------- | ---------------- |
| Srbija | 20. prosinca 2018. | CD        | Grand Production |